# FC Viktoria 1889 Berlin
Der FC Viktoria 1889 Berlin Lichterfelde-Tempelhof e. V., kurz FC Viktoria 1889 Berlin oder einfach Viktoria Berlin, ist ein Sportverein mit Hauptsitz im Berliner Ortsteil Lichterfelde im Bezirk Steglitz-Zehlendorf. Der Verein entstand 2013 durch die Verschmelzung des zweifachen Deutschen Fußballmeisters BFC Viktoria 1889 und des LFC Berlin.
Viktoria stellte 2015 Deutschlands größte aktive Fußballabteilung mit mehr als 1600 Mitgliedern in rund 65 verschiedenen Mannschaften. Die erste Fußballmannschaft der Männer stieg zur Saison 2021/22 in die 3. Fußball-Liga auf und nach einer Saison wieder in die Fußball-Regionalliga Nordost ab. Die erste Frauenmannschaft tritt seit der Saison 2014/15 in der Regionalliga Nordost an. Die U19 und die U17 spielen in der Saison 2020/21 in der A-Junioren-Bundesliga beziehungsweise in der B-Junioren-Bundesliga.
Die Mannschaften von Viktoria Berlin werden in Anlehnung an die Vereinsfarben auch die „Himmelblauen“ genannt. Der Vereinsname leitet sich von der Siegesgöttin Victoria ab.

## Geschichte

### BFC Viktoria 1889 (1889–2013)

Wappen des BFC Viktoria 1889

Der Verein wurde am 6. Juni 1889 als Berliner TuFC Viktoria 89 gegründet und änderte am 19. August 1933 seinen Namen in Berliner FC Viktoria 89 Berlin. Am 10. März 1937 erfolgte eine weitere Umbenennung in Berliner FC Viktoria 89. Ab 1944 bildete der Verein mit der Lufthansa SG Berlin die Kriegsspielgemeinschaft KSG Lufthansa/Viktoria Berlin, die ein Jahr später aufgelöst wurde. Nach Kriegsende entstand die Sportgruppe Tempelhof, aus der am 12. Juli 1947 der BFC Viktoria 1889 neu gegründet wurde.
Vor dem Ersten Weltkrieg gehörte die Viktoria zu den Spitzenvereinen des deutschen Fußballs. In den Jahren 1908 und 1911 gewann sie die deutsche Meisterschaft und stand 1907 und 1909 jeweils im Endspiel. Nach Kriegsende verlor die Viktoria zunächst den Anschluss, ehe die Mannschaft 1934 noch einmal das Halbfinale um die deutsche Meisterschaft erreichte. Nach dem Zweiten Weltkrieg erreichte sie 1955 und 1956 nochmals die Endrunde um die deutsche Meisterschaft, ehe eine sportliche Talfahrt einsetzte, die 1983 im Abstieg in die Bezirksliga gipfelte.
Erst nach der Jahrtausendwende erlebte der Verein einen neuen sportlichen Aufschwung. Im Jahre 2007 sorgte er bundesweit für Schlagzeilen, als ein für das Jahr 1894 geplantes Endspiel um die deutsche Meisterschaft gegen den FC Hanau 93 nachgeholt und dieser inoffizielle Titel gewonnen wurde. 2011 gelang der Aufstieg in die Oberliga Nordost, dem zwei Jahre später der Aufstieg in die Regionalliga folgte.
Insgesamt stellte die Viktoria elf deutsche Nationalspieler. Neben Fußball war der Verein auch im Cricket erfolgreich. Während die Männer 21 deutsche Meisterschaften erringen konnten, haben die Damen bislang eine Meisterschaft gewonnen.

### LFC Berlin (1892–2013)

Wappen des LFC Berlin

Der LFC geht auf dem am 20. März 1892 gegründeten FV Brandenburg 1892 zurück, der am 4. Juni 1972 mit dem am 18. Juni 1912 gegründeten FC Lichterfelde 12 zum FV Brandenburg-Lichterfelde, kurz BraLi fusionierte. Zwischenzeitlich hatte sich im Jahre 1951 die Lichterfelder SU gegründet. Am 2. Juni 1988 fusionierten der FV Brandenburg-Lichterfelde und die Lichterfelder SU zum VfB Lichterfelde. Am 7. Juni 2004 wurde der Verein in LFC Berlin umbenannt.
Die Stammvereine des LFC spielten in unterschiedlichen Epochen in der Spitze des Berliner Amateurfußballs mit. Der FC Lichterfelde 12 gehörte von 1952 bis 1961 der Amateurliga Berlin an. Der FV Brandenburg-Lichterfelde gehörte von 1978 bis 1980 sowie in der Saison 1986/87 der Oberliga Berlin an. Die Lichterfelder SU spielte von 1965 bis 1967 gar in der zweitklassigen Regionalliga Berlin und wurde 1980 Berliner Vizemeister. Der VfB Lichterfelde wiederum spielte von 1991 bis 2004 und seit 2006 in der Oberliga Nordost und wurde dort 1995 und 1996 jeweils Vizemeister.
Die Fußballerinnen des LFC stiegen im Jahre 2005 in die drittklassige Regionalliga Nordost auf und sicherten sich im Jahre 2013 die Meisterschaft und den damit verbundenen Aufstieg in die 2. Bundesliga. Der LFC und seine Vorgänger stellten zwar keine Nationalspieler, brachten aber mit Ariane Hingst und Michél Mazingu-Dinzey spätere Nationalspieler hervor.

### FC Viktoria 1889 Berlin (2013–heute)
Nachdem eine Fusion im Jahre 2002 noch gescheitert war, nahmen beide Vereine im März 2013 erfolgreich einen neuen Anlauf. Ende Mai 2013 stimmten die Mitglieder beider Vereine der Fusion zum 1. Juli 2013 zu. Der Verein übernahm die hellblaue Trikotfarbe des BFC Viktoria 1889. Auch das Wappen wurde größtenteils übernommen, allerdings wurde noch dem blau-weißen Viktoria-Logo das Rot des LFC hinzugefügt.

#### Regionalliga (2013–2019)
Der FC Viktoria 1889 Berlin spielte fortan in der Regionalliga Nordost, in die der BFC Viktoria 1889 im Vorjahr aufgestiegen war. In der ersten Saison 2013/14 erreichte das fusionierte Team den achten Platz. Auch das Finale des Berliner Landespokals wurde erreicht. In diesem setzte sich Viktoria im Jahn-Sportpark mit 2:1 gegen den Berlin-Ligisten Tasmania Berlin durch und qualifizierte sich somit für die 1. Hauptrunde des DFB-Pokals in der folgenden Saison. Diese begann eher durchwachsen. Zwar konnte der Verein im DFB-Pokal ein akzeptables 0:2 gegen den Bundesligisten Eintracht Frankfurt erzielen, in der Liga allerdings wurde Viktoria den Erwartungen alles andere als gerecht, sodass der Cheftrainer Thomas Herbst am 6. November 2014, auf Platz 15 stehend, freigestellt wurde. Ihm folgte Mario Block, der Ende März bereits wieder entlassen wurde, nachdem auch er nicht für den nötigen Umschwung in der Mannschaft sorgen konnte. Bis zum Ende der Saison 2014/15 verweilte das Team auf dem 15. Platz, stieg aber nicht ab, da der VFC Plauen zwangsabsteigen musste und der 1. FC Union Berlin seine 2. Mannschaft aus dem Spielbetrieb zurückzog.
Auch in der folgenden Saison konnte sich zunächst keine Konstanz auf der Trainerposition einstellen. Der zu Saisonbeginn verpflichtete Robert Jaspert löste seinen Vertrag nach einem Start mit nur 6 Punkten aus 10 Spielen auf eigenen Wunsch hin auf. Sein Nachfolger wurde Ersan Parlatan, der zuvor im Trainerstab der TSG Neustrelitz gearbeitet und von 2010 bis 2011 bereits den Vorgängerverein BFC Viktoria 1889 trainiert hatte. Unter seiner Leitung wurde das drittbeste Team der Rückrunde am Saisonende Zwölfter. Der positive Trend konnte auch in der Saison 2016/17 beibehalten werden, die Viktoria komplett in der oberen Tabellenhälfte verbrachte. Am Ende stand mit dem vierten Platz die beste Saison seit der Fusion. Im Landespokal-Finale unterlag man aber dem BFC Dynamo mit 1:3 in der Verlängerung.
Weniger erfolgreich verlief die Folgesaison, was vor allem an einer eher durchwachsenen Rückrunde lag. Im Mai 2018 gab der Klub die Zusammenarbeit mit der Advantage Sports Union (ASU) aus Hongkong des chinesischen Investors Alex Zheng bekannt, die auch am französischen Erstligisten OGC Nizza und dem US-amerikanischen Zweitligisten Phoenix Rising beteiligt ist. Mit dem Investor kam allerdings Unruhe in den Verein. Zwar gelang eine sportlich solide Hinrunde, die man auf Platz 6 beendete, allerdings musste der Verein Anfang Dezember 2018 vor dem Amtsgericht Charlottenburg einen Antrag auf Insolvenz stellen. Als Grund dafür wurden „ausbleibende Zahlungen des chinesischen Investors“ genannt. Wegen des gestellten Insolvenzantrages wurden dem Verein neun Punkte abgezogen. Weil der Insolvenzverwalter gemeinsam mit dem Vorstand Ende Januar 2019 eine Zwischenfinanzierung für den Fortbestand des Spielbetriebs sicherstellen konnte, wurde Schlimmeres verhindert. Dafür waren allerdings auch zahlreiche Abgänge nötig, um die Kosten des Kaders zu senken. Am 30. April, drei Spiele vor Saisonende auf dem 9. Tabellenplatz der Regionalliga Nordost liegend, trennte sich Viktoria von seinem Trainer Jörg Goslar, dessen zum Saisonende auslaufender Vertrag ohnehin nicht verlängert worden war. Für die letzten Ligaspiele und das Finale des Berliner Landespokals übernahm interimsweise der bisherige Co-Trainer Alex Arsovic die Leitung. Durch ein 1:0 gegen Tennis Borussia Berlin gewann der Verein den Berliner Landespokal 2018/19. Zudem stieg die SEH Sports & Entertainment Holding GmbH von Tomislav Karajica bei Viktoria ein, mit der Zielstellung, die Viktoria zur „dritten Kraft in Berlin“ zu machen. Die Saison 2018/19 beendete man auf dem 11. Platz.

#### Gegenwart (seit 2019)
Neuer Cheftrainer wurde zum 1. Juli 2019 Benedetto Muzzicato. In der ersten Runde des DFB-Pokals verlor Viktoria nur knapp mit 0:1 gegen den Zweitligisten Arminia Bielefeld. In der Liga spielte man mit einem neuformierten Team meist im Mittelfeld. Nach 21 Spielen, die Viktoria lag auf Platz acht, wurde die Saison aufgrund der COVID-19-Pandemie zunächst unter- und schließlich abgebrochen.
In der Saison 2020/21 erfolgte der Angriff auf die Spitze. Während die Drittliga-Absteiger Jena und Chemnitz und der Vorjahres-Meister Lokomotive Leipzig mit Problemen zu kämpfen hatten, setzte sich Viktoria am 4. Spieltag punktverlustfrei an die Spitze. Die ersten elf Spiele wurden gewonnen und Viktoria führte die Tabelle souverän an, als die anhaltende Pandemie einen neuerlichen Saisonabbruch forcierte. Im Frühjahr wurde die Meisterschaft von Viktoria Berlin anhand der Quotientenregelung bestätigt. Aufgrund des Rotationsprinzips bedeutete dies den direkten Aufstieg in die 3. Liga.

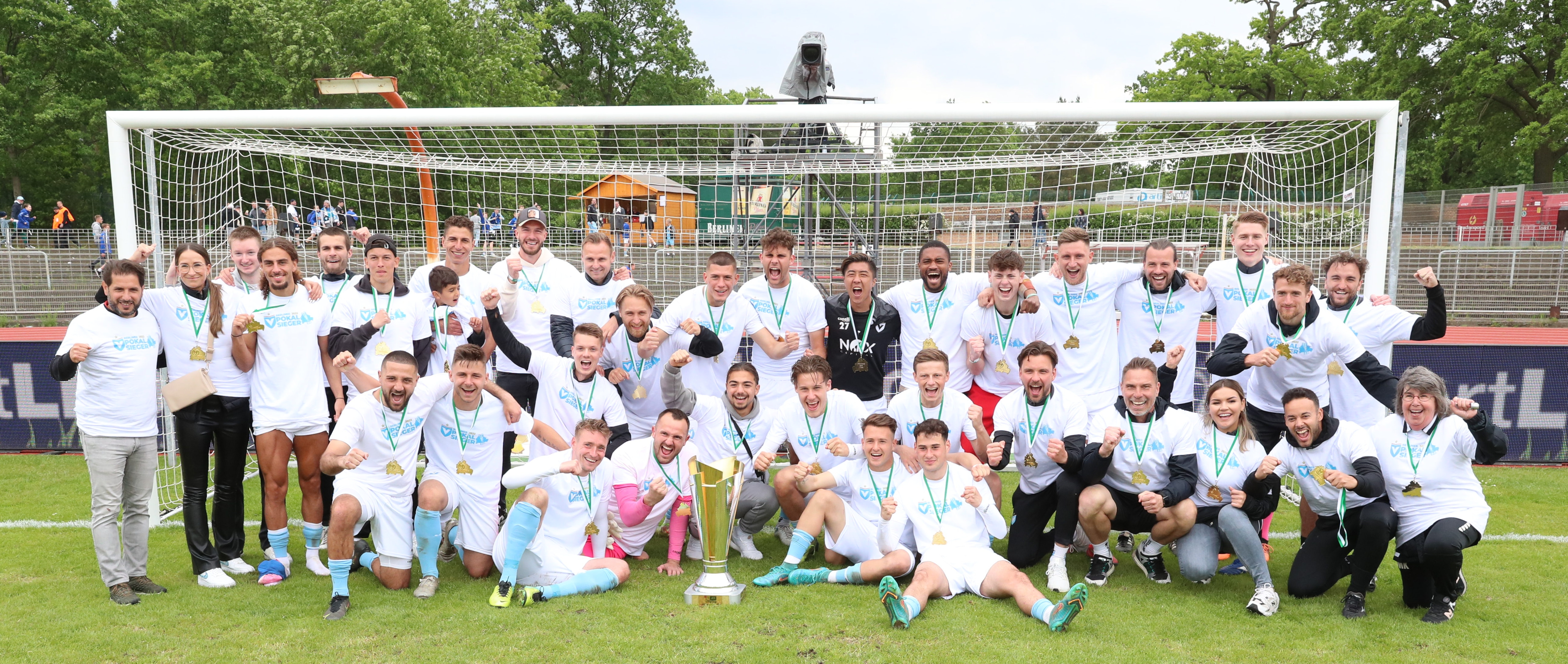
Team der Saison 2021/22

Vor dem Start in die erste 3. Liga-Spielzeit des Vereins gab es Probleme, ein Stadion zu finden, das den DFB-Regularien entspricht, sodass der Berliner Senat die Betriebsgenehmigung für den zum Umbau vorgesehenen Friedrich-Ludwig-Jahn-Sportpark reaktivierte. Zum Saisonbeginn konnte Viktoria sodann überraschen und spielte im ersten Drittel der Saison in der Tabellenspitze mit und stand gar an drei Spieltagen auf Platz 1 der Tabelle. Mit 4:0-Siegen gegen den 1. FC Kaiserslautern (heim) und Eintracht Braunschweig (auswärts) gelangen dem Neuling hohe Achtungserfolge gegen namhafte Traditionsvereine. Im weiteren Verlauf pendelte sich das Team jedoch im Mittelfeld der Liga ein und überwinterte auf dem 11. Platz. Nach fünf sieglosen Spielen in Folge trennte sich der Verein am 20. Februar 2022 von Muzzicato. Am 3. März 2022 wurde Farat Toku als neuer Cheftrainer vorgestellt. Am 4. April 2022 gelang der Mannschaft mit einem 2:1 über Tabellenführer 1. FC Magdeburg der erste Sieg nach über drei Monaten, wodurch Viktoria die Abstiegsränge wieder verließ. Mit einer 3:4-Niederlage im Heimspiel gegen den SV Meppen entschied sich allerdings am letzten Spieltag, dass Viktoria als vierter Absteiger wieder zurück in die Regionalliga gehen musste. Zum Abschluss der Saison 2021/22 gewann Viktoria durch ein 2:1 über VSG Altglienicke erneut den Berliner Landespokal. Nach dem Spiel verkündete Trainer Toku, in der Regionalliga seine Tätigkeit als Trainer nicht fortsetzen zu wollen.
Zur Saison 2022/23 übernahm der bisherige Cheftrainer der A-Junioren (U19), Semih Keskin, die Mannschaft. Während Viktoria in der 1. Runde des DFB-Pokals mit 0:3 gegen den VfL Bochum ausschied, erreichte die Mannschaft im Berliner Landespokal das Halbfinale und musste sich dort dem späteren Pokalsieger TuS Makkabi Berlin geschlagen geben. In der Regionalliga schlossen die Hellblauen auf dem 12. Platz ab. In der Saison 2023/24 belegte der FC Viktoria den 3. Tabellenplatz. Zudem gewann der Verein durch einen 3:0-Finalsieg über Titelverteidiger TuS Makkabi zum vierten Mal den Berliner Landespokal und qualifizierte sich damit für den DFB-Pokal 2024/25, wo man in der 1. Runde auf den Bundesligisten FC Augsburg trifft.
Zur Saison Saison 2024/25 übernahm Dennis Kutrieb das Amt des Cheftrainers. Sein Vertrag wurde Mitte September 2024 in gegenseitigem Einvernehmen aufgelöst und Lucio Geral und Sven Körner übernahmen als Trainerduo.
Die Saison wurde aufgrund des schlechten Torverhältnisses auf Tabellenplatz 17 beendet und man stieg in die Fußball-Oberliga Nordost ab. Am 5. Juni 2025 wurde durch das Amtsgericht Charlottenburg ein vorläufiges Insolvenzverfahren gegen die FC Viktoria 1889 Berlin Fußball GmbH eröffnet.

## Fußball GmbH
Am 26. Juni 2018 stimmten 121 anwesende stimmberechtigte Mitglieder auf einer außerordentlichen Mitgliederversammlung mit 97,5 Prozent für eine Ausgliederung des Spielbetriebs der 1. Herrenmannschaft sowie des damit zusammenhängenden wirtschaftlichen Geschäftsbetriebs in eine Kapitalgesellschaft. Fast eineinhalb Jahre später, am 12. November 2019, wurde die FC Viktoria 1889 Berlin Fußball GmbH beim Amtsgericht Charlottenburg in das Handelsregister eingetragen. Dadurch konnte das Insolvenzverfahren gegen den e. V. am 10. Dezember 2019 beendet werden. Im Zuge dessen wurden auch die U19, die U17 sowie die erste Frauenmannschaft in die GmbH ausgegliedert (siehe auch unten). Als Mehrheitsgesellschafter stieg neben dem e. V. die Viktoria 1889 Berlin Shareholder GmbH ein. Diese ist eine Tochtergesellschaft der SEH Sports & Entertainment Holding von Tomislav Karajica und dessen Bruder Zeljko Karajica. Gemäß der 50+1-Regel behält allerdings stets der e. V. die Stimmenmehrheit auf der Gesellschafterversammlung.

## Stadion und Infrastruktur

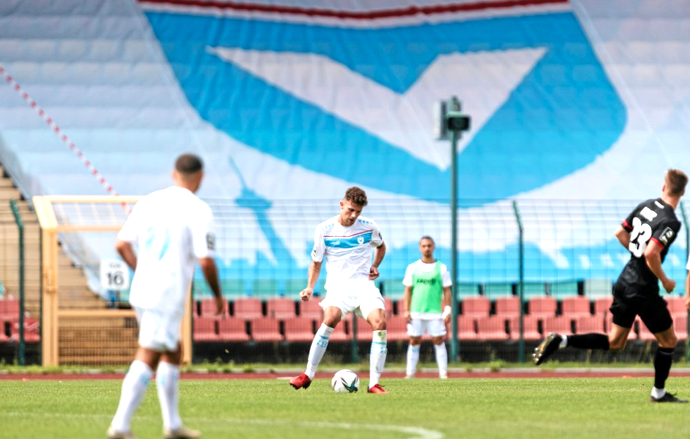
Viktoria Berlin im Friedrich-Ludwig-Jahn-Sportpark, 2021

Die erste Mannschaft trägt ihre Heimspiele im Stadion Lichterfelde aus, das über 4300 Plätze verfügt und vorher dem LFC Berlin als Heimstätte diente. Auf dem Gelände rund um das Stadion befinden sich außerdem zwei Kunstrasenplätze, die wie der Hauptplatz mit Flutlicht ausgestattet sind. Außerdem hat der Verein hier seine Geschäftsstelle, die ebenfalls vom Vorgängerverein übernommen wurde.
Als Ausweichmöglichkeit für Spiele der ersten Herren wurde in der Vergangenheit bereits der größere Friedrich-Ludwig-Jahn-Sportpark in Berlin-Prenzlauer Berg genutzt, so z. B. für das DFB-Pokalspiel gegen Eintracht Frankfurt, das von über 10.000 Zuschauern besucht wurde. Seit dem Aufstieg 2021 in die 3. Liga trug Viktoria seine Heimspiele erneut im Jahn-Sportpark aus, da das Stadion Lichterfelde nicht die Anforderungen des DFB erfüllte. Seit Januar 2023 spielt der Verein wieder im Stadion Lichterfelde.
Die A-Junioren tragen ihre Heimspiele im Tempelhofer Friedrich-Ebert-Stadion aus, der alten Heimat des BFC Viktoria 1889. Hier befinden sich auch zwei weitere Kunstrasenplätze, die dem Verein mit seinen zahlreichen Mannschaften zur Verfügung stehen. Weitere Trainingsplätze für diverse Jugendmannschaften befinden sich an der Osdorfer Straße sowie an der Lippstädter Straße in Berlin-Lichterfelde.

## Erfolge

### Als BFC Viktoria 1889
Nationale Erfolge
- Deutscher Fußballmeister (DFB) (2): 1907/08, 1910/11 (1911 bis 1913 Rekordmeister mit dem VfB Leipzig)
- Bundesmeister des Deutschen Fußball- und Cricket Bundes (DFuCB) (5): 1892/93, 1893/94, 1894/95, 1895/96, 1896/97 (Rekordmeister)
- Deutscher Vizemeister (DFB) (2): 1906/07, 1908/09
- Vize-Bundesmeister (DFuCB) (2): 1891/92, 1897/98

Regionale Erfolge
- Meister Oberliga Nordost, Staffel Nord (1): 2012/13
- Berliner bzw. Brandenburger Fußballmeister (12): 1901/02, 1906/07, 1908/08, 1908/09, 1910/11, 1912/13, 1915/16, 1918/19, 1933/34, 1954/55, 1955/56, 2010/11
- Berliner Fußball-Pokalsieger (6): 1906/07, 1907/08, 1908/09, 1925/26, 1926/27, 1952/53

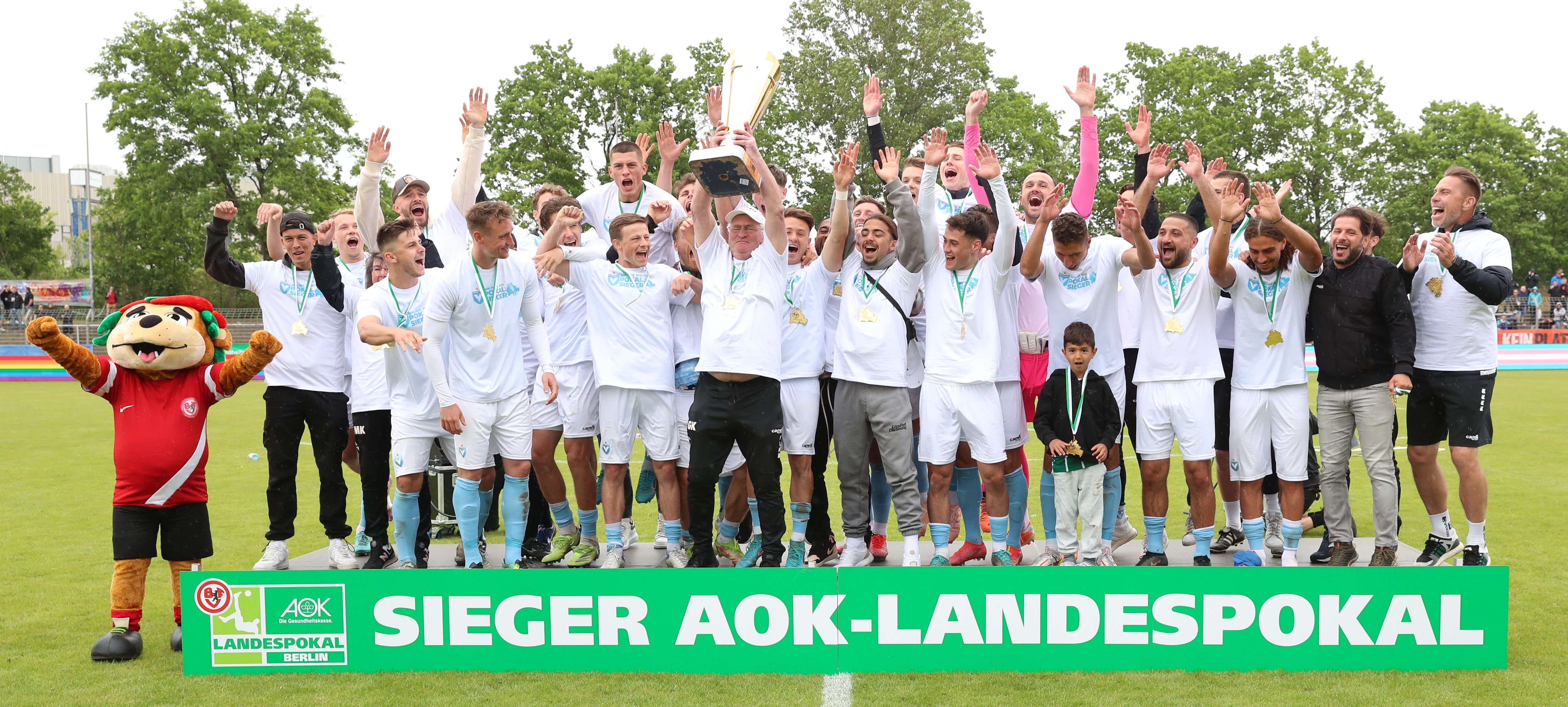
Berliner Pokalsieger (2022)

### Als LFC Berlin
- Berliner Fußballmeister (1): 2005/06

### Als FC Viktoria 1889 Berlin
- Meister Regionalliga Nordost: 2020/21
- Berliner Fußball-Pokalsieger (4): 2013/14, 2018/19, 2021/22, 2023/24
- Berliner Fußball-Pokalfinalist (2): 2016/17, 2019/20

### Saisondaten
| Saison  | Spielklasse | Liga                 | Platz | Spiele | S  | U  | N  | Tore  | Differenz | Punkte | Pokal (Berlin)                                       | DFB-Pokal                                    | Bemerkungen |
| ------- | ----------- | -------------------- | ----- | ------ | -- | -- | -- | ----- | --------- | ------ | ---------------------------------------------------- | -------------------------------------------- | --- |
| 2013/14 | IV          | Regionalliga Nordost | 08/16 | 30     | 08 | 15 | 07 | 41:40 | 0+1       | 39     | Sieger (2:1 gegen Tasmania Berlin [VI])              | nicht qualifiziert                           | erste Saison nach der Vereinsfusion |
| 2014/15 | IV          | Regionalliga Nordost | 15/16 | 28     | 04 | 08 | 16 | 25:51 | −26       | 20     | Viertelfinale (5:6 n. E. gegen Tasmania Berlin [VI]) | 1. Runde (0:2 gegen Eintracht Frankfurt [I]) | |
| 2015/16 | IV          | Regionalliga Nordost | 12/18 | 34     | 09 | 11 | 14 | 46:62 | −16       | 38     | Achtelfinale (2:4 n. V. gegen VSG Altglienicke [VI]) | nicht qualifiziert                           | |
| 2016/17 | IV          | Regionalliga Nordost | 04/18 | 34     | 15 | 11 | 08 | 63:47 | +16       | 56     | Finalist (1:3 n. V. gegen BFC Dynamo [IV])           | nicht qualifiziert                           | |
| 2017/18 | IV          | Regionalliga Nordost | 13/18 | 34     | 11 | 09 | 14 | 49:54 | 0−5       | 42     | 3. Runde (6:7 n. E. gegen SV Lichtenberg 47 [V])     | nicht qualifiziert                           | |
| 2018/19 | IV          | Regionalliga Nordost | 11/18 | 34     | 14 | 10 | 10 | 50:38 | +12       | 43     | Sieger (1:0 gegen Tennis Borussia Berlin [V])        | nicht qualifiziert                           | |
| 2019/20 | IV          | Regionalliga Nordost | 08/18 | 21     | 06 | 11 | 04 | 20:17 | 0+3       | 29     | Finalist (0:6 gegen VSG Altglienicke [IV])           | 1. Runde (0:1 gegen Arminia Bielefeld [II])  | Saison aufgrund der COVID-19-Pandemie vorzeitig abgebrochen; Platzierungen anhand der Quotientenregelung ermittelt                          |
| 2020/21 | IV          | Regionalliga Nordost | 01/20 | 11     | 11 | 0  | 0  | 26:9  | +17       | 33     | Halbfinale (0:3 gegen den BFC Dynamo [IV])           | nicht qualifiziert                           | Saison aufgrund der COVID-19-Pandemie vorzeitig abgebrochen; Platzierungen anhand der Quotientenregelung ermittelt; Aufstieg in die 3. Liga |
| 2021/22 | III         | 3. Liga              | 17/20 | 36     | 10 | 07 | 19 | 44:62 | −18       | 37     | Sieger (2:1 gegen VSG Altglienicke [IV])             | nicht qualifiziert                           | Abstieg in die Regionalliga Nordost |
| 2022/23 | IV          | Regionalliga Nordost | 12/18 | 34     | 12 | 09 | 13 | 46:47 | 0−1       | 45     | Halbfinale (2:3 gegen TuS Makkabi Berlin [V])        | 1. Runde (0:3 gegen VfL Bochum [I])          | |
| 2023/24 | IV          | Regionalliga Nordost | 03/18 | 34     | 18 | 09 | 07 | 54:39 | +15       | 63     | Sieger (3:0 gegen TuS Makkabi Berlin [V])            | nicht qualifiziert                           | |
| 2024/25 | IV          | Regionalliga Nordost | 17/18 | 34     | 08 | 08 | 18 | 35:59 | −24       | 32     | 2. Runde (1:6 gegen VSG Altglienicke [IV])           | 1. Runde (1:4 gegen FC Augsburg [I])         | Abstieg in die Oberliga Nordost |
| 2025/26 | V           | Oberliga Nordost     | /16   |        |    |    |    |       |           |        | 1. Runde (2:3 gegen Polar Pinguin [VI])              | nicht qualifiziert                           | |

 Legende:  :Meister + ↑ aufgestiegen :Abstieg

## Weitere Mannschaften

### Frauenmannschaften
Die erste Frauenmannschaft des Vereins spielte dank der vom LFC Berlin errungenen Meisterschaft in der Regionalliga Nordost in der Saison 2013/14 in der 2. Bundesliga Nord. Als Tabellenletzter folgte der sofortige Wiederabstieg. Seit der Saison 2014/15 trat die Mannschaft in der drittklassigen Regionalliga Nordost an. 2021 und 2023 scheiterte die Mannschaft jeweils in den Aufstiegsspielen zur 2. Bundesliga, bevor im Jahre 2025 dann der Aufstieg gelang.
Mitte 2022 ging die Frauenmannschaft in eine GmbH über, die Ende 2022 zu 75,1 Prozent im Besitz einer Holding um die Gründer Verena Pausder, Ariane Hingst, Tanja Wielgoß, Felicia Mutterer, Lisa Währer (OneFootball) und Katharina Kurz (BRŁO Craft Beer) war. 23,9 Prozent gehörten weiteren Investoren wie Franziska van Almsick und Carolin Kebekus, ein Prozent dem ursprünglichen Verein. Bis 2027 will das Team des Unternehmens in die Frauen-Bundesliga aufsteigen.

### Juniorenmannschaften
In der ersten Saison nach der Fusion spielten die A-Junioren des FC Viktoria Berlin in der U-19-Regionalliga Nordost und erreichten den 4. Platz. In der folgenden Spielzeit 2014/15 wurde mit dem 2. Platz hinter Energie Cottbus der Aufstieg in die A-Junioren-Bundesliga fixiert. In dieser startete man mit 3 Siegen aus den ersten 5 Spielen, u. a. gegen die U-19 des Hamburger SV, holte danach aber kaum noch Punkte und stieg zu Saisonende als 13. von 14 Mannschaften ab und spielt seitdem wieder in der U-19-Regionalliga Nordost.
Der FC Viktoria Berlin stellt die größte Jugendabteilung aller deutschen Fußballvereine, was auf den Vorgängerverein LFC Berlin zurückgeht, der vor der Fusion bereits über die meisten Jugendspieler und Mannschaften innerhalb des DFB verfügte. Seit dem Zusammenschluss der beiden Vereine ist die Anzahl sogar noch gestiegen.
| Saison  | Spielklasse | Liga                                               | Platz | Spiele | S  | U  | N  | Tore  | Differenz | Punkte | Pokal (Berlin)                                   | DFB-Pokal                                     | Bemerkungen |
| ------- | ----------- | -------------------------------------------------- | ----- | ------ | -- | -- | -- | ----- | --------- | ------ | ------------------------------------------------ | --------------------------------------------- | --- |
| 2013/14 | II          | A-Jun. Regionalliga – Staffel Nordost              | 04/14 | 26     | 16 | 01 | 09 | 63:33 | +30       | 49     | Achtelfinale (1:3 gegen Berliner AK 07)          | −                                             | erste Saison nach der Vereinsfusion                                                                                |
| 2014/15 | II          | A-Jun. Regionalliga – Staffel Nordost              | 02/14 | 26     | 14 | 07 | 05 | 60:30 | +30       | 49     | Achtelfinale (1:3 gegen Frohnauer SC)            | −                                             | Aufstieg |
| 2015/16 | I           | A-Jun. Bundesliga – Staffel Nord/Nordost           | 13/14 | 26     | 06 | 02 | 18 | 25:67 | −42       | 20     | Finalist (0:3 gegen 1. FC Union Berlin)          | −                                             | Abstieg |
| 2016/17 | II          | A-Jun. Regionalliga – Staffel Nordost              | 10/14 | 26     | 07 | 07 | 12 | 33:41 | 0−8       | 28     | Halbfinale (1:3 gegen Hertha BSC)                | −                                             | |
| 2017/18 | II          | A-Jun. Regionalliga – Staffel Nordost              | 10/14 | 26     | 06 | 08 | 12 | 37:51 | −14       | 26     | 3. Runde (2:3 gegen Berliner SC)                 | −                                             | |
| 2018/19 | II          | A-Jun. Regionalliga – Staffel Nordost              | 05/14 | 26     | 12 | 07 | 07 | 59:43 | +16       | 43     | 3. Runde (1:3 gegen Hertha BSC)                  | −                                             | |
| 2019/20 | II          | A-Jun. Regionalliga – Staffel Nordost              | 01/14 | 18     | 13 | 03 | 02 | 41:16 | +25       | 42     | Sieger (1:0 gegen 1. FC Union Berlin)            | −                                             | Saison aufgrund der COVID-19-Pandemie vorzeitig abgebrochen; Platzierungen anhand der Quotientenregelung ermittelt |
| 2020/21 | I           | A-Jun. Bundesliga – Staffel Nord/Nordost           | 16/17 | 04     | 0  | 02 | 02 | 03:10 | 0−7       | 02     | 1. Runde (12:0 gegen SG Blankenburg)             | 1. Runde (0:1 gegen Borussia Mönchengladbach) | Saison wurde durch Beschluss des DFB-Vorstands am 23. April 2021 ohne Wertung abgebrochen.                         |
| 2021/22 | I           | A-Jun. Bundesliga – Staffel Nord/Nordost           | 06/19 | 18     | 08 | 06 | 04 | 31:20 | +11       | 30     | Viertelfinale (1:2 gegen Tennis Borussia Berlin) | 1. Runde (1:4 gegen Borussia Dortmund)        | |
| 2022/23 | I           | A-Jun. Bundesliga – Staffel Nord/Nordost           | 15/17 | 16     | 04 | 0  | 12 | 18:44 | −26       | 12     | 3. Runde (3:5 n. E. gegen FC Hertha 03)          |                                               | Abstieg |
| 2023/24 | II          | A-Jun. Regionalliga – Staffel Nordost              | 04/14 | 26     | 16 | 04 | 06 | 53:30 | +23       | 52     | Halbfinale (0:3 gegen 1. FC Union Berlin)        |                                               | |
| 2024/25 | II          | A-Jun. Regionalliga – Staffel Nordost              | 02/14 | 13     | 10 | 01 | 02 | 40:12 | +28       | 31     | 3. Runde (6:7 n. E. gegen BFC Preussen)          |                                               | Aufstieg in die U19-DFB-Nachwuchsliga – Hauptrunde Liga B Gruppe B                                                 |
| 2025    | II          | U19-DFB-Nachwuchsliga – Hauptrunde Liga B Gruppe B | 03/7  | 12     | 05 | 01 | 06 | 21:24 | −3        | 16     |                                                  |                                               | |

| Saison  | Spielklasse | Liga                                               | Platz | Spiele | S  | U  | N  | Tore  | Differenz | Punkte | Pokal (Berlin)                                        | Bemerkungen |
| ------- | ----------- | -------------------------------------------------- | ----- | ------ | -- | -- | -- | ----- | --------- | ------ | ----------------------------------------------------- | --- |
| 2013/14 | III         | B-Jun. Verbandsliga                                | 01/14 | 26     | 17 | 07 | 02 | 72:31 | +41       | 58     | 2. Runde (1:3 gegen Hertha BSC)                       | Aufstieg – Staffelmeister – erste Saison nach der Vereinsfusion                                                            |
| 2014/15 | II          | B-Jun. Regionalliga – Staffel Nordost              | 14/15 | 28     | 04 | 08 | 16 | 36:65 | −29       | 20     | 3. Runde (1:3 gegen Berliner SC)                      | Abstieg |
| 2015/16 | III         | B-Jun. Verbandsliga                                | 04/15 | 28     | 15 | 06 | 07 | 62:40 | +22       | 51     | 2. Runde (1:6 gegen FC Hertha 03)                     | |
| 2016/17 | III         | B-Jun. Verbandsliga                                | 02/14 | 26     | 18 | 03 | 05 | 70:31 | +39       | 57     | Finalist (0:6 gegen 1. FC Union Berlin)               | |
| 2017/18 | III         | B-Jun. Verbandsliga                                | 01/13 | 24     | 18 | 03 | 03 | 75:20 | +55       | 57     | Halbfinale (0:4 gegen Hertha BSC)                     | Aufstieg |
| 2018/19 | II          | B-Jun. Regionalliga – Staffel Nordost              | 08/14 | 26     | 12 | 04 | 10 | 50:38 | +12       | 40     | Viertelfinale (0:3 gegen Hertha BSC)                  | |
| 2019/20 | II          | B-Jun. Regionalliga – Staffel Nordost              | 03/14 | 18     | 10 | 04 | 04 | 48:22 | +26       | 34     | Viertelfinale (gegen VSG Altglienicke)                | Saison & Pokal aufgrund der COVID-19-Pandemie vorzeitig abgebrochen; Platzierungen anhand der Quotientenregelung ermittelt |
| 2020/21 | I           | B-Jun. Bundesliga – Staffel Nord/Nordost           | 04/17 | 05     | 04 | 0  | 01 | 08:6  | 0+2       | 12     | 1. Runde (22:0 gegen 1. FC Lübars)                    | Saison wurde durch Beschluss des DFB-Vorstands am 23. April 2021 ohne Wertung abgebrochen.                                 |
| 2021/22 | I           | B-Jun. Bundesliga – Staffel Nord/Nordost           | 11/19 | 18     | 08 | 0  | 10 | 25:30 | 0−5       | 24     | Achtelfinale (0:1 gegen FC Hertha 03)                 | |
| 2022/23 | I           | B-Jun. Bundesliga – Staffel Nord/Nordost           | 10/17 | 16     | 07 | 02 | 07 | 36:33 | 0+3       | 23     | 3. Runde (4:5 n. E. gegen 1. FC Wilmersdorf)          | |
| 2023/24 | I           | B-Jun. Bundesliga – Staffel Nord/Nordost           | 12/14 | 26     | 06 | 05 | 15 | 46:65 | −19       | 23     | 3. Runde (4:6 n. E. gegen Berliner AK 07)             | Abstieg |
| 2024/25 | II          | B-Jun. Regionalliga – Staffel Nordost              | 02/14 | 13     | 09 | 02 | 02 | 36:16 | +20       | 29     | Achtelfinale (6:7 n. E. gegen Tennis Borussia Berlin) | Aufstieg in die U17-DFB-Nachwuchsliga – Hauptrunde Liga B Gruppe B                                                         |
| 2025    | II          | U17-DFB-Nachwuchsliga – Hauptrunde Liga B Gruppe B | 05/7  | 11     | 03 | 02 | 06 | 19:31 | −12       | 11     |                                                       | Abstieg |

| Saison  | Spielklasse | Liga                                  | Platz | Spiele | S  | U  | N  | Tore   | Differenz | Punkte | Pokal (Berlin)                                         | Bemerkungen |
| ------- | ----------- | ------------------------------------- | ----- | ------ | -- | -- | -- | ------ | --------- | ------ | ------------------------------------------------------ | --- |
| 2013/14 | II          | C-Jun. Verbandsliga Berlin            | 10/14 | 26     | 09 | 06 | 11 | 059:52 | 0+7       | 33     | Halbfinale (0:5 gegen Hertha BSC)                      | erste Saison nach der Vereinsfusion                                                                                |
| 2014/15 | II          | C-Jun. Verbandsliga Berlin            | 07/14 | 26     | 11 | 08 | 07 | 045:33 | +12       | 41     | Halbfinale (0:6 gegen Hertha BSC)                      | |
| 2015/16 | II          | C-Jun. Verbandsliga Berlin            | 01/14 | 26     | 20 | 04 | 02 | 103:17 | +86       | 64     | 3. Runde (0:3 gegen Hertha BSC)                        | |
| 2016/17 | II          | C-Jun. Verbandsliga Berlin            | 06/14 | 26     | 14 | 05 | 07 | 073:34 | +39       | 47     | Achtelfinale (0:1 gegen BFC Dynamo)                    | |
| 2017/18 | II          | C-Jun. Verbandsliga Berlin            | 04/13 | 24     | 13 | 04 | 07 | 057:27 | +30       | 43     | 2. Runde (0:4 gegen 1. FC Union Berlin)                | |
| 2018/19 | II          | C-Jun. Verbandsliga Berlin            | 01/14 | 26     | 19 | 06 | 01 | 089:23 | +66       | 63     | Finalist (1:5 gegen Hertha BSC)                        | Aufstieg |
| 2019/20 | I           | C-Jun. Regionalliga – Staffel Nordost | 08/14 | 18     | 07 | 02 | 09 | 027:31 | 0−4       | 23     | 3. Runde (1:6 gegen Hertha BSC)                        | Saison aufgrund der COVID-19-Pandemie vorzeitig abgebrochen; Platzierungen anhand der Quotientenregelung ermittelt |
| 2020/21 | I           | C-Jun. Regionalliga – Staffel Nordost | 06/19 | 09     | 04 | 03 | 02 | 016:11 | 0+5       | 15     | 1. Runde (17:0 gegen SSC Teutonia 99)                  | Saison aufgrund der COVID-19-Pandemie vorzeitig abgebrochen; Platzierungen anhand der Quotientenregelung ermittelt |
| 2021/22 | I           | C-Jun. Regionalliga – Staffel Nordost | 20/24 | 23     | 03 | 05 | 15 | 020:37 | −17       | 14     | Viertelfinale (4:5 n. E. gegen FC Hertha 03)           | Abstieg |
| 2022/23 | II          | C-Jun. Verbandsliga Berlin            | 02/16 | 30     | 23 | 04 | 03 | 109:30 | +79       | 73     | Viertelfinale (4:6 n. E. gegen Tennis Borussia Berlin) | |
| 2023/24 | II          | C-Jun. Verbandsliga Berlin            | 01/16 | 26     | 20 | 04 | 02 | 076:14 | +62       | 64     | Achtelfinale (0:2 gegen 1. FC Union Berlin)            | Aufstieg |
| 2024/25 | I           | C-Jun. Regionalliga – Staffel Nordost | 06/14 | 26     | 11 | 05 | 10 | 048:50 | −2        | 38     | 2. Runde (0:2 gegen 1. FC Union Berlin)                | |

### Weitere Herrenmannschaften
Die zweite Mannschaft spielte in der Saison 2024/25 in der Landesliga Staffel 1. Sie belegte dort den 4. Platz. Viktoria Berlin hat auch eine dritte, vierte und fünfte Herrenmannschaft, diese spielen alle in unterschiedlichen Staffeln der Kreisliga.

### Blindenfußball
Die Blindenfußballmannschaft des FC Viktoria spielte seit Gründung der Blindenfußball-Bundesliga im Jahr 2008 in der Liga mit. Zunächst einmal als SG Würzburg/Berlin, ab der Saison 2010 zwei Jahre lang eigenständig als LFC Berlin und von der Saison 2012 bis 2015 als Spielgemeinschaft mit Eintracht Braunschweig. 2016 spielte der Verein wieder eigenständig als FC Viktoria 1889 Berlin. Zur Saison 2017 schloss man eine Spielgemeinschaft mit dem TSV 1860 München. Im Jahre 2020 wechselte die Mannschaft geschlossen zu Hertha BSC.